# Sean Jones
Sean Jones, (Warren, 1978. május 29. –) Grammy-díjas amerikai dzsessztombitás, kürtös, zeneszerző, zenekarvezető. 
Zenekarvezetőként Jones nyolc albumot adott ki. Jones gyakran játszik olyan  helyszíneken és dzsesszfesztiválokon, mint a Monterey Jazz Festival, a Detroit International Jazz Festival, a Vail Jazz Festival és a Montreal International Jazz Festival. Játszik Nancy Wilson 2007-es Grammy-díjas „Turned to Blue” albumán is.

## Pályafutása
Jones első zenei élményei közé tartozik az a gospel, amikor Ohio állambeli Warrenben részt vett és énekelt a Saint James's Church of God in Christ  kórussal.
Kezdő zenészként dobolni kezdett, majd az ötödik osztályban trombitára váltott, mert a nagymamája elmesélte neki, hogy nagyapja ezen a hangszeren játszott a második világháború alatt. Jones nagyjából ugyanebben az időben kezdett érdeklődni a dzseszszene iránt, amikor két Miles Davis-albumot kapott tanátától.
Amikor bekerült a Warren G. Harding High Schoolba, Jones úgy döntött, hogy profi zenész lesz. Klasszikus trombitát, valamint dzsesszt is tanult. 2000-ben Jones mesterdiplomát szerzett a Rutgers University-n, ahol William Fielder professzornál tanult, aki többek között Wynton Marsalist is tanította.
Jones zenésztársként számos jelentős együttessel és zenésszel lépett fel, köztük Tia Fullerrel, Gerald Wilsonnal, Joe Lovano-val, Tom Harrellel, Marcus Millerrel, Jon Faddis-szel, Jimmy Heath-lel és Frank Fosterrel. 2004-ben Jones hat hónapig dolgozott a Lincoln Center Jazz Orchestra-nál, majd Wynton Marsalis harmadik trombitás pozíciót ajánlott neki az együttesnél. Néhány hónappal később zenekarvezető lett. Ugyanebben az időben Jones zeneprofesszor lett a Duquesne University-n. Így aztán több évig Pittsburgh környékén élt.
2011-ben eljátszotta az „A Tribute to Miles” című dalt Wayne Shorterrel, Herbie Hancockkal, Marcus Millerrel és Sean Rickmannel.
Jonest megválasztották a Cleveland Jazz Orchestra művészeti igazgatójának. A 2012-2013-as tanévre az Oberlin Conservatory jazztrombita docense lett. Dolgozott a Berklee College of Music rézfúvós tanszékén. Ma[mikor?] Baltimore-i Johns Hopkins Egyetem Peabody Intézetének dzsesztudományi osztályának elnöke, az igazgatótanács tagja, és a Jazz Education Networ  elnöke.

## Zenekarvezető
- 2004: Eternal Journey
- 2005: Gemini
- 2006: Roots
- 2007: Kaleidoscope
- 2009: The Search Within
- 2011: No Need for Words
- 2014: Im-pro-vise: never before seen
- 2017: Live from Jazz at the Bistro

## Díjak
- 2006: Down Beat Magazine (Feltörekvő csillag)
- 2007: Down Beat Magazine (Feltörekvő csillag)
- 2007: JazzTimes Magazine: a legjobb új előadó
- 2007: Dzsessz Újságírók Szövetsége: az év legjobb trombitása (jelölés)

## Fordítás
- Ez a szócikk részben vagy egészben  a   Sean Jones című angol Wikipédia-szócikk ezen változatának fordításán alapul.  Az eredeti cikk szerkesztőit annak laptörténete sorolja fel. Ez a jelzés csupán a megfogalmazás eredetét és a szerzői jogokat jelzi, nem szolgál a cikkben szereplő információk forrásmegjelöléseként.